# ماري واينبيرغ
ماري واينبيرغ (بالإنجليزية: Mary Wineberg)‏ هي عدائة مسافات قصيرة أمريكية ولدت في يوم 3 يناير 1980 في مدينة نيويورك في الولايات المتحدة، أبرز إنجازاتها هو فوزها بالميدالية الذهبية في دورة الألعاب الأولمبية الصيفية 2008 في بكين في سباق 4×400 متر مع الفريق الأمريكي.

## روابط خارجية
- ماري واينبيرغ على موقع الاتحاد الدولي لألعاب القوى (الإنجليزية)
- ماري واينبيرغ على موقع الدوري الماسي (الإنجليزية)
- ماري واينبيرغ على موقع اللجنة الأولمبية الدولية (الإنجليزية)
- ماري واينبيرغ على موقع أوليمبيديا (الإنجليزية)
- ماري واينبيرغ على موقع اللجنة الأولمبية والبارالمبية الأمريكية (الإنجليزية)